# Hinnmjölskinn
Hinnmjölskinn (Trechispora cohaerens) är en svampart som först beskrevs av Ludwig David von Schweinitz, och fick sitt nu gällande namn av Jülich & Stalpers 1980. Enligt Catalogue of Life ingår Hinnmjölskinn i släktet Trechispora,  och familjen Hydnodontaceae, men enligt Dyntaxa är tillhörigheten istället släktet Trechispora,  och familjen Sistotremataceae. Arten är reproducerande i Sverige. Inga underarter finns listade i Catalogue of Life.